# Phylloscopus yunnanensis
Phylloscopus yunnanensis е вид птица от семейство Phylloscopidae.

## Разпространение
Видът е разпространен в Китай, Мианмар и Тайланд.